# Ammon (motorfiets)
Ammon is een Duits historisch merk van motorfietsen.
De bedrijfsnaam was: Ammon & Co. Motorradbau, Berlin.
In 1923 ontstonden binnen één jaar honderden kleine motorfietsmerken in Duitsland, waaronder het merk Ammon. Al deze merken sprongen in op de behoefte aan goedkoop vervoer, maar hadden de techniek om zelf een motor te ontwikkelen en te produceren niet in huis. Daarom maakte men meestal alleen frames, waarin inbouwmotoren van andere merken werden gemonteerd. Over het algemeen betrok men die motoren van één fabrikant, maar de klanten van Ammon konden kiezen uit een aantal 125cc-motoren: tweetaktmotoren van DKW, Bekamo en Baumi, maar ook de wat duurdere Paqué-kopklepmotoren.
De concurrentie was echter enorm: Alleen al in een stad als Berlijn bestonden tientallen motorfietsmerken met vergelijkbare (lichte en betaalbare) motorfietsen. Een grote klantenkring kon men zo niet opbouwen, laat staan een dealernetwerk. Daardoor kwam aan deze Duitse "motorboom" al snel een einde. Net zo plotseling als ze begonnen was eindigde ze ook weer in 1925, toen ruim 150 van deze kleine Duitse merkjes van de markt verdwenen. Daaronder was ook Ammon & Co.